# Kropiwiec
Kropiwiec (polsky též Kopiniec, německy Brods Berg) je hora v hraničním hřebeni Javořích hor, severozápadně od vesnice Janovičky. Vrchol hory se nachází těsně za hranicí v Polsku, ale jihozápadní svahy hory patří do ČR. Dosahuje nadmořské výšky 706 metrů.

## Hydrologie
Hora náleží do povodí Odry. Vody odvádějí přítoky Stěnavy, např. Heřmánkovický potok, severovýchodní polské svahy odvodňují přítoky potoka Otłuczyna, což je přítok řeky Bystrzyca.

## Vegetace
Hora je převážně zalesněná, jen místy najdeme menší paseky. Často se jedná o smrkové monokultury, ale dochovaly se i plochy lesů smíšených nebo listnatých. Potenciální přirozenou vegetací jsou na většině míst hory horské bučiny, tedy bučiny s výskytem určitého množství přirozeného smrku ztepilého.

## Ochrana přírody
Česká část hory leží v CHKO Broumovsko